# George M. Fredrickson
George Marsh Fredrickson (* 16. Juli 1934 in Bristol, Connecticut; † 25. Februar 2008 in Stanford, Kalifornien) war ein US-amerikanischer Historiker. Er gilt als wichtiger Vertreter der vergleichenden Geschichtswissenschaften und der Rassismus-Forschung. Mit seinem bekanntesten Werk White Supremacy: A Comparative Study of American and South African History war er 1981 Finalist beim Pulitzer-Preis.

## Biographie
George Fredrickson wurde am 16. Juli 1934 in Bristol, Connecticut geboren. Er ging in Sioux Falls, South Dacota, zur High School. Sein Studium der Geschichtswissenschaften an der Harvard University schloss er 1956 mit magna cum laude ab. Anschließend studierte er als Fulbright-Stipendiant an der Universität Oslo (Norwegen) und diente drei Jahre in der US-Navy. 1964 wurde er in Harvard promoviert. Dort unterrichtete er bis 1967, bevor er an der Northwestern University zum Professor für amerikanische Geschichte berufen wurde. 1984 erfolgte der Wechsel durch einen Ruf an die Stanford University, wo er bis zu seiner Emeritierung 2002 blieb. 1985 wurde Fredrickson in die American Academy of Arts and Sciences gewählt. 1997–1998 war er Präsident der Organization of American Historians.
1981 schrieb er sein Hauptwerk: White Supremacy: A comparative Study of American and South African History (siehe folgender Abschnitt), welches mehrfach ausgezeichnet wurde (Ralph Waldo Emerson Prize; Merle Curti Award) und für das er als Finalist für den Pulitzer-Preis und den National Book Award nominiert wurde. Durch dieses und weitere Werke gilt Fredrickson als einer der wichtigsten Vertreter der vergleichenden Geschichtswissenschaft, insbesondere der Geschichte des Rassismus.
Neben seiner Hochschultätigkeit war Fredrickson auch Bürgerrechtsaktivist. Er nahm in den 1960er-Jahren an Bürgerrechtsmärschen teil und setzte sich im so genannten Disinvestment-Movement für einen Boykott der südafrikanischen Wirtschaft aus Protest gegen die Apartheidsgesetze ein.
Fredrickson starb am 25. Februar 2008 an Herzversagen.

## Werke

### White Supremacy: A comparative Study of American and South African History
In seinem Hauptwerk, White Supremacy: A Comparative Study of American and South African History (1981), vergleicht Fredrickson die Geschichte des Rassismus in den USA und Südafrika. In der Geschichte der USA war der Rassismus ihm zufolge eine Ideologie, die es rechtfertigte, dass die weißen Siedler schwarze Sklaven und indigene Amerikaner versklaven, enteignen und unterdrücken konnten. In späteren Jahren entwickelte sich in den USA jedoch eine Gesetzgebung, die einen besseren Ausgleich zwischen den unterschiedlichen Gruppen ermöglichte. In Südafrika hingegen war der Rassismus zu Beginn der Kolonialisierung weniger stark ausgeprägt, verschärfte sich jedoch mit den Apartheidsgesetzen 1948, die erst 1992 – also elf Jahre nach Fredricksons Buch – abgeschafft wurden.

### Racism: A Short History
In seinem Buch Racism: A Short History (2002) beschäftigt sich Fredrickson mit der Geschichte und unterschiedlichen Facetten des Rassismus, darunter Schwarzenfeindlichkeit und Antisemitismus. Er stellt die diskutierte These auf, dass ausgerechnet die Aufklärung dem Rassismus Vorschub leistete: Das Postulat, dass alle Menschen vor Gott gleich seien, wurde durch vermeintliche (und nach Fredrickson irrtümliche) wissenschaftliche Erklärungen ersetzt und als Begründung für die Hierarchisierung zwischen verschiedenen Ethnien verwendet.

## Bibliographie (Auswahl)
- The Inner Civil War: Northern Intellectuals and the Crisis of the Union; 1965.
- The Black Image in the White Mind: The Debate on Afro-American Character and Destiny, 1817–1914; 1971.
- White Supremacy: A Comparative Study of American and South African History; 1981.
- Racism: A Short History”; 2002.
  - Rassismus: Ein historischer Abriss; Hamburg: Hamburger Edition; 2004.
- Not Just Black and White: Historical and Contemporary Perspectives on Immigration, Race, and Ethnicity in the United States; Russell Sage Foundation, New York 2004, ISBN 0871542595, als Co-Herausgeber mit Nancy Foner.
- Big Enough to Be Inconsistent: Abraham Lincoln Confronts Slavery and Race; 2008.